# Pająk krzyżak

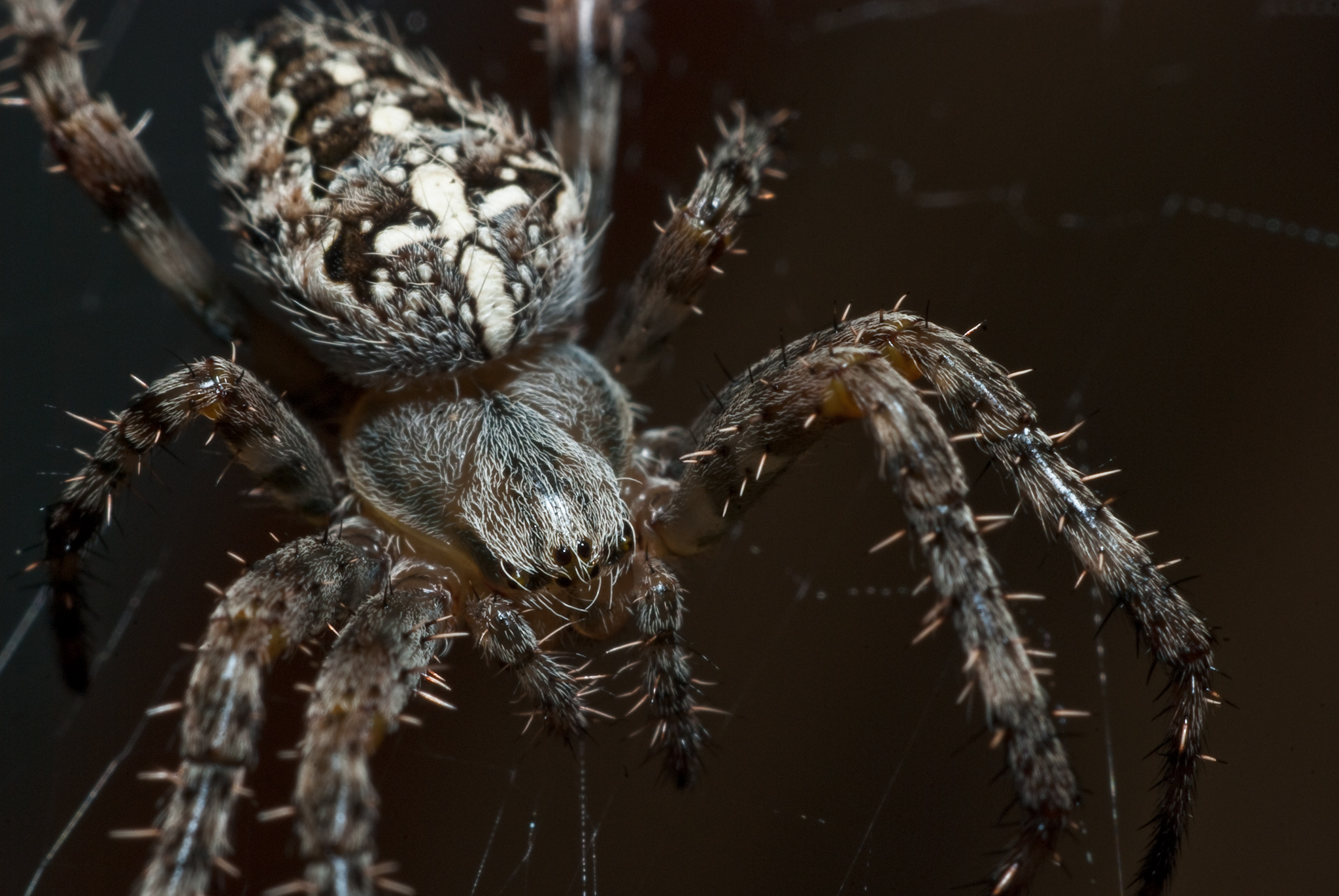
Samiec krzyżaka ogrodowego (Araneus diadematus), widoczny charakterystyczny krzyż

Pająk krzyżak – zwyczajowa nazwa niektórych gatunków pająków z rodziny krzyżakowatych (Araneidae), zwłaszcza pająków z rodzaju Araneus (krzyżak ogrodowy, krzyżak łąkowy, krzyżak dwubarwny), charakteryzujących się często wyraźnym wzorem krzyża na odwłoku. Są one – podobnie jak wszyscy przedstawiciele rzędu pająków – jadowite, jednak niegroźne dla człowieka.
Pająk krzyżak zajmował wyjątkową pozycję wśród stawonogów wykorzystywanych do przepowiadania pogody. Według ludowych wierzeń, ich zachowanie nieomylnie wróżyło określone zmiany warunków atmosferycznych. Tak więc pająki wykazujące małą ruchliwość, spuszczające się po pajęczynie z sufitu lub siedzące w ukryciu zwiastować miały słotę. Natomiast częste ukazywanie się pająków podczas deszczu, budowanie dużych pajęczyn i znaczna ruchliwość oznaczać miały nadejście pogody słonecznej. Przed nastaniem silnych wiatrów pająki krzyżaki podobno zaprzestają budowy sieci lub rozciągają jedynie nici boczne. Widoczne wczesną wiosną nitki pajęcze mają być oznaką nawrotu nocnych przymrozków, a pająki wędrujące po ścianach w porze zimowej zapowiadają rzekomo nadejście odwilży.